# Hibiscus laevis
El hibisco militar o hibisco alabarda (Hibiscus laevis, sin. Hibiscus militaris) es una planta herbácea perteneciente a la familia de las malváceas, nativa del centro y este de Norteamérica. 

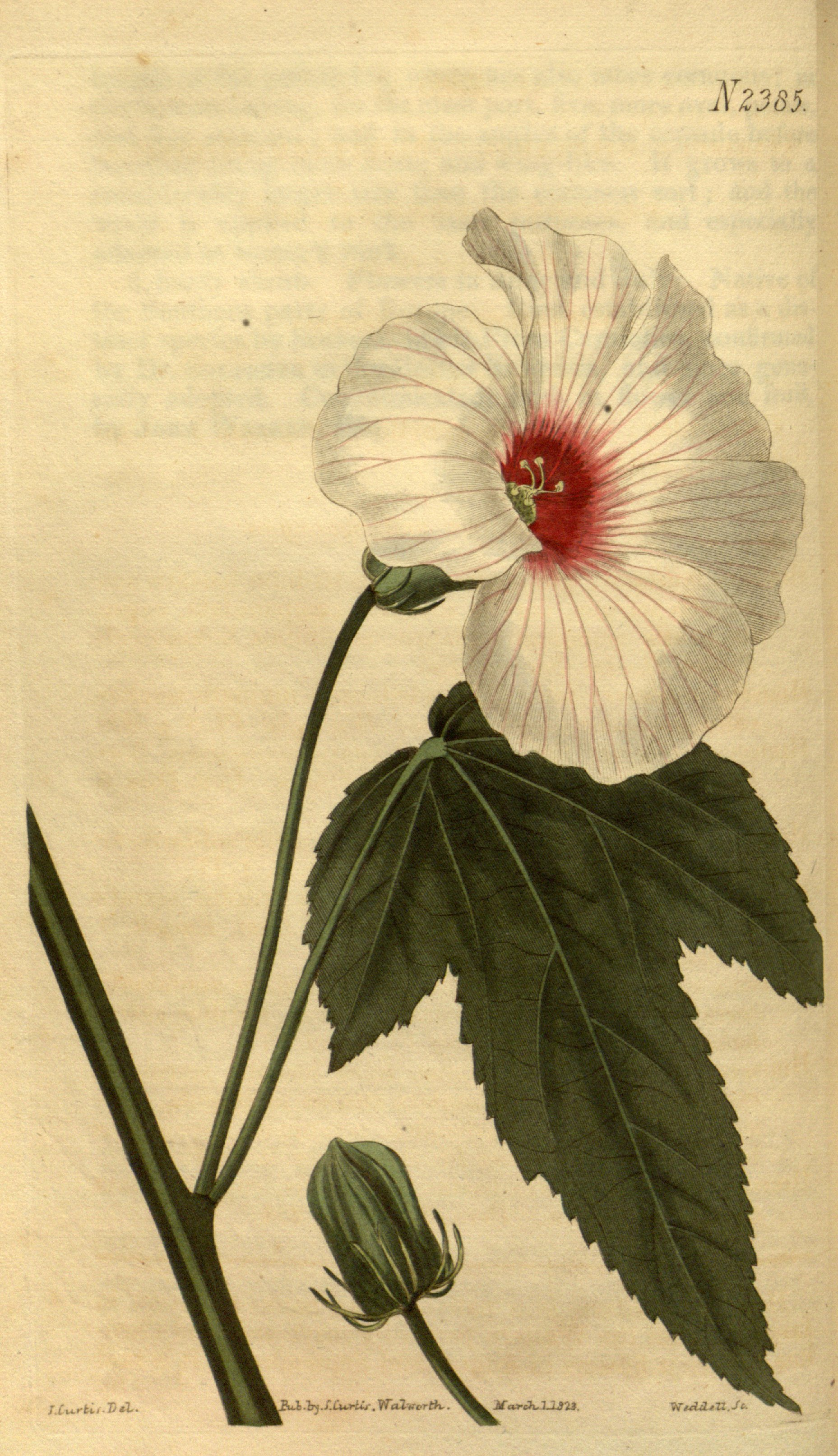
Ilustración

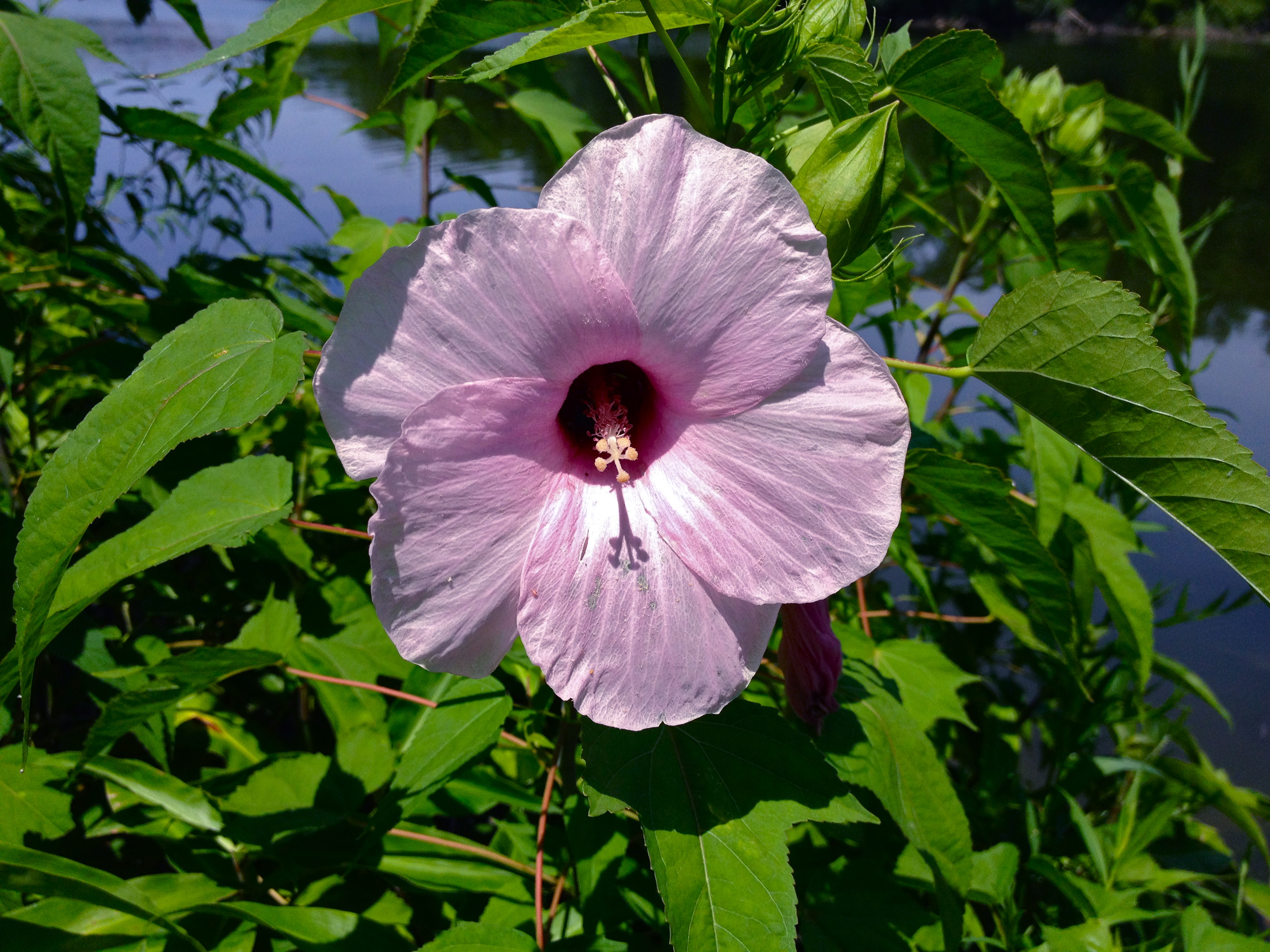
Flor

## Descripción
Sus vistosas flores son grandes, de color blanco crema o rosado, de hasta 15 cm de ancho. Estas flores requieren una exposición a la luz solar para abrir correctamente, y luego sólo duran un solo día. Los tallos no ramificados de esta planta son redondos, con frecuencia mayor de 2 m de alto y más alto a veces. El sistema radicular incluye un raíz principal.
Las hojas son alternas, de 7-15 cm de largo , divididas en 3-5 lóbulos agudos (hendiduras) y tienen bordes serrados o crenados. Son simples con punta. Las hojas con tres lóbulos se asemejan a una alabarda de la Edad Media,  debido a que el lóbulo medio es mucho mayor que los dos lóbulos laterales. Las hojas de cinco lóbulos también parecen puñales o alabardas .
Las flores son solitarias o en pequeños grupos se producen en la parte superior de los tallos superiores. Son bastante grandes, con un diámetro de unos 15 cm cuando están completamente abiertas. En su mayoría son de color blanco o rosa claro, pero dentro de la garganta de la flor, es a menudo de color marrón o un fuerte color rosa purpúreo. Cada flor tiene cinco pétalos con cinco sépalos verdes a continuación. Tiene numerosos estambres, todos unidos a una columna central. Los pistilos tienen ovarios superiores y cinco estigmas que sobresalen de la columna central de la flor. El fruto es una cápsula ovoide que contiene muchas semillas.

## Cultivo
El período de floración puede ocurrir a partir de mediados del verano hasta principios del otoño ( junio a septiembre ) y dura aproximadamente un mes. Cada flor dura sólo un día. Esta planta se propaga por sí misma en resiembra . Los tallos mueren en el invierno y vuelven a crecer en primavera.
Esta planta prefiere pleno sol o parcial y las condiciones húmedas. Puede crecer en arena o arcilla con suficiente humedad y puede tolerar un mal drenaje. A menudo se encuentran a lo largo de arroyos, lagunas y lagos y en áreas pantanosas , cunetas , y a veces en el agua estancada de poca profundidad.
Las semillas de esta planta son consumidos por las aves acuáticas y codornices.

## Taxonomía
Hibiscus laevis fue descrita por Carlo Allioni y publicado en Auctarium ad Synopsim Methodicam Stirpium Horti Reg. Taurinensis 31. 1773.
Etimología
Hibiscus: nombre genérico que deriva de la palabra griega: βίσκος ( hibískos ), que era el nombre que dio Dioscórides (40-90 d. C.)  a Althaea officinalis.
laevis: epíteto latíno que significa "dentada"